# 산안드레스이프로비덴시아주

산안드레스이프로비덴시아주

산안드레스프로비덴시아이산타카탈리나주(스페인어: Archipiélago de San Andrés, Providencia y Santa Catalina)는 콜롬비아의 주로 주도는 산안드레스이며 면적은 52.5 km2, 인구는 75,167명(2013년 기준), 인구 밀도는 1,400명/km2이다. 1991년 7월 4일에 신설되었으며 산안드레스섬, 프로비덴시아섬, 산타카탈리나섬 등으로 구성되어 있다. 콜롬비아 본토에서 북서쪽으로 약 775 km, 니카라과 연안에서 약 220 km 정도 떨어진 곳에 위치한다.

주기
주 문장